# Саветовање о могућностима трудноће
Саветовање о могућностима трудноће је облик медицинског саветовања који женама пружа информације и подршку у вези са трудноћом. Жене које траже саветовање о могућностима трудноће то обично раде у случају непланиране или нежељене трудноће.  Саветовалишта за могућностима трудноће треба разликовати од кризних центара за трудноћу. Након саветовања избор труднице је прекид трудноће (абортус) или завршетак трудноће (порођај). Ако заврши трудноћу поиридиља може изабрати родитељство (самохрано родитељство или са партнером) или усвајање (отворено или затворено).

## Опште информације
Ограничен приступ ресурсима за контролу рађања и планирање породице, као и злоупотреба контроле рађања су неки од главних фактора који доприносе нежељеним трудноћама широм света. У 2012. години, глобална стопа нежељених трудноћа процењена је на 40 %, односно осамдесет пет милиона трудноћа. 
Саветници за опције трудноће образују жене о различитим опцијама које су на располагању и помажу им да донесу одлуку о томе како да наставе са трудноћом. Опције укључују абортус, усвајање или родитељство. Посао саветника за опције трудноће је да нити подстиче нити обесхрабрује женину конкретну одлуку, нити да профитира од жениног избора.  Уместо тога, саветовање треба да:  
- буде изричито: тест на трудноћу је био позитиван, што значи да сте трудни.
- остави неко време да особа обради информације, уз избегавање претпоставку како ће пацијент реаговати на резултат.
- пружи  непристрасне информације о свакој од опција трудноће без осуде,
- помогне жени да преиспита своја осећања и донесе праву одлуку која јој најбоље одговара на основу њених вредности, културе, будућих планова, итд.

Важно је да саветници буду добро едуковани са најновијим знањем о услугама подршке које су доступне жени у сваком сценарију. Добар саветник би требало да помогне жени да истражи своја осећања о трудноћи, вредностима, ресурсима и плановима за будућност. Саветник такође треба да помогне жени да се припреми за то како ће њен избор можда утицати на њене односе, циљеве и осећај благостања.  

## Циљеви саветовања
Саветници који могу бити обучени лаици, волонтери или професионални терапеути, у свом раду требало би да постигну следеће циљеве:
- Развију самосвест, емпатију и саосећање код пацијента који доносе одлуке о трудноћи.
- Обезбеде објективно и саосећајно саветовање о могућностима трудноће
- Увежбавају вештине комуникације са пацијентима.[2]

## Опције трудноће
Са дијагнозом трудноћа, лекари се са адолесценткињом или младом женом могу укључити у дијалог како би идентификовали особе које пружају подршку које, уз одобрење пацијента, могу бити укључене у дискусију о могућностима трудноће. Принципи репродуктивне правде је право сваке особе да одлучи да ли ће имати децу, да одлучује о броју и размаку измежу деце и да има информације, образовање и приступ здравственим услугама за доношење ових одлука.
У зависности од процењене гестацијске старости трудноће, трудној особи су обично доступне следеће опције:
- Наставак трудноће до порођаја и подизања детета.
- Наставак трудноће до порођаја и доношење плана усвајања, бриге о сродствима или хранитељству.
- Прекид трудноће.
- Усвајање детета

### Усвајање
Иако ће многи адолесценти изабрати да буду родитељ, неки то можда неће моћи да учине и могу размотрити сродничку бригу, при чему бака и деда или други рођаци могу бити родитељи бебе. Ово може бити кроз неформални, приватни аранжман или кроз систем заштите деце, у зависности од државе. Брига о сродству може омогућити адолесценту да буде укључен са дететом и могућност да преузме родитељске одговорности у будућности. Неки адолесценти могу да изаберу хранитељство за своју бебу када је брига о сродству недоступна или неприкладна.
Усвојење је трајан, законски пренос родитељских права и обавеза са рођених родитеља детета на усвојитеље. Труднице које желе да дају своје дете на усвајање имају много опција у погледу тога колико желе да буду укључене у избор усвојитеља и у одређеној мери. Ипак, рођене мајке које одлуче да дају своје дете на усвајање законски укидају родитељска права на дете. Закони о усвајању разликују се од државе до државе; агенције за усвајање, саветници и адвокати могу се користити за пружање информација биолошким родитељима и усвојитељима у овом процесу.

### Пренатална нега
Ако трудница која је затражила саветовање о могућностима трудноће размишља да заврши своју трудноћу, било да се ради о усвајању или да бира да буде родитељ, њен следећи корак би био да започне пренаталну негу. Пренатална нега је врста превентивне здравствене заштите која има за циљ спречавање потенцијалних здравствених проблема и промовисање здравог начина живота током трудноће.

## Побачај
Многе труднице посебно ако су у адолесценције  размотрајун абортус као опцију, и таквим особама здравствени би требало да понуде тачне информације.  Легални абортус у многим земљама је безбеднији од порођаја, а стопа компликација је ниска.   Већина доступних доказа не подржава забринутост о могућим касним ефектима индукованог абортуса, укључујући неплодност, повећан ризик од рака или проблеме менталног здравља.  
Насупрот томе, ускраћивање услуга абортуса женама изазива анксиозност и стрес.   Могућност контроле времена трудноће има позитиван утицај на жене да остваре своје животне планове, као и на повезивање са будућом децом и економску сигурност те деце.
Немогућност остваривања жељеног или потребног абортуса доводи до економске несигурности за жене и њихове породице и негативно утиче на економско и емоционално благостање постојеће деце.
Препоручује се да се адолесценти који размишљају о абортусу упућују клиничару који ће пружити одговарајуће информације о абортуса и саветовања. Одређене популације се суочавају са неједнакостима у приступу  абортуса, укључујући адолесценте, људе који живе у или близу сиромаштва (црни, староседеоци и други обојени људи; трансродни, небинарни и родно неконформни људи; особе са инвалидитетом; људи који живе у руралним подручјима; имигранти; и људи који су у затвору).
Важно је да лекар подржи равноправан приступ абортусу и да пруже олакшано упућивање на абортус пацијентима којима је потребна или на њихов захтев. Као минимум, лекар или саветодавац треба да пружи информације о услугама абортуса, укључујући листу локалних или регионалних пружалаца услуга абортуса. 
С обзиром на препреке са којима се многи адолесценти суочавају приликом добијања услуга абортуса, као што су захтеви за учешће родитеља, ограничене телездравствене услуге, логистика путовања и финансијски изазови, важно је да лекари пруже што је више могуће препорука особама које размишљају о абортусу.